# Actephila subsessilis
Actephila subsessilis är en emblikaväxtart som beskrevs av François Gagnepain. Actephila subsessilis ingår i släktet Actephila och familjen emblikaväxter. Inga underarter finns listade i Catalogue of Life.